# Robert J. Kuntz
Robert J. Kuntz (né le 23 septembre 1955) est un concepteur de jeux et auteur de jeux de rôle.  Il est surtout connu pour ses contributions à divers publications du jeu Donjons et Dragons.

## Premières années
Rob Kuntz est né le 23 septembre 1955 à Lake Geneva (Wisconsin); il est le frère cadet de Terry Kuntz. Rob Kuntz entend parler des jeux de figurines à l'âge de 13 ans, en parcourant un numéro de Playboy dans lequel il aperçut un jeu intitulé Dogfight (Combat aérien) dans un article évoquant les cadeaux de Noël. Rob Kuntz commence à jouer aux jeux de plateau, aux figurines et aux jeux par correspondance. Il rencontre Gary Gygax en 1968. En 1972, à l'âge de 17 ans, Rob, qui vit à quelques blocs de chez Gygax, participe à la seconde session de Donjons et Dragons qui se déroule dans le Monde de Faucongris et joue le rôle d'un guerrier nommé Robilar. En 1973, Rob Kuntz commence à faire jouer à Gygax sa propre campagne, intitulée Castle El Raja Key et située dans un monde imaginaire baptisé Kalibruhn. Dès 1974, le groupe des joueurs de D&D comptait parfois plus de 20 personnes, de sorte que Rob Kuntz devient co-maître de donjon, ce qui permet à chacun de n’arbitrer que des groupes d'une douzaine de joueurs. Rob Kuntz apporte quelques éléments de sa propre campagne dans le Monde de Faucongris et quelques niveaux d'El Raja Key seront incorporés directement dans Castle Greyhawk (en).

## Carrière

### ChezTSR
Au milieu de l'année  1975, Gygax est le premier employé embauché à plein temps par TSR, société fondée en 1973, et il est bientôt suivi de Rob et Terry Kuntz, Tim Kask (en) et Dave Megarry (en). Rob Kuntz est le sixième employé de TSR et est embauché à l'origine pour assurer les livraisons; en raison de la petite taille de la société, chacun doit faire un peu de travail de création, y compris le supplément Greyhawk (en). Rob Kuntz est également le co-auteur du Gods, Demi-Gods & Heroes (en) (1976) avec James M. Ward. Fritz Leiber et Harry Fischer conçoivent le jeu de guerre Lankhmar (en) pour TSR, mais G. Gygax, R. Kuntz et Brad Stock le remanient avant sa publication en 1976.

## Récompenses
Rob Kuntz a reçu les distinctions suivantes :
- Charles S. Roberts Award (en) pour Kings & Things board game (West End Games) en 1986 ;
- Golden ENnie for Best Adventure[3], pour Maure Castle dans Dungeon Magazine no 112 (Paizo Publishing) en 2005.